# 八通関古道

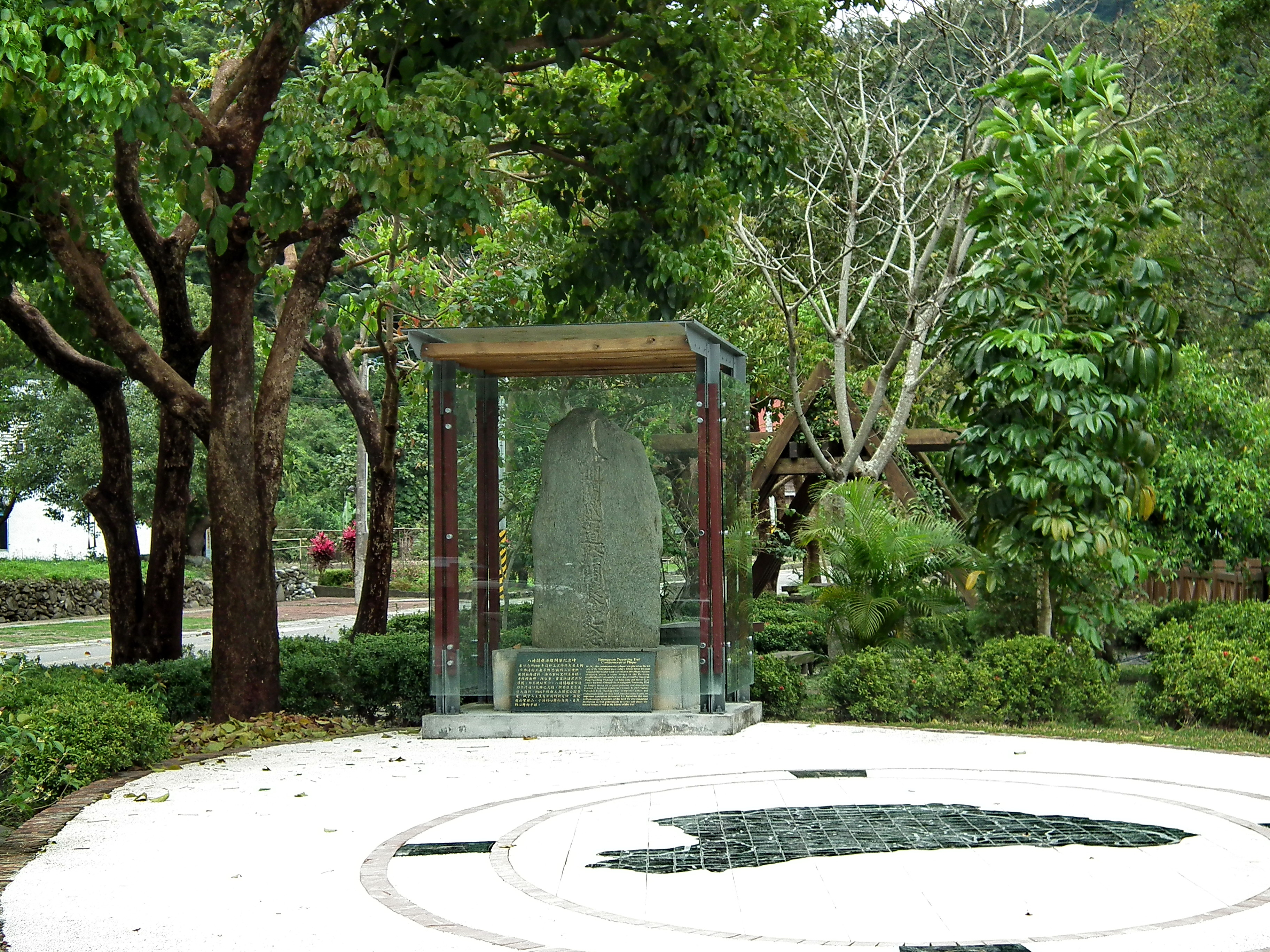
玉山国家公園南安ビジターセンターの前にある「八通関越道路開鑿記念碑」

八通関古道（はっつうかんこどう）は、清朝統治時代の台湾に建設された台湾本島を東西に横断する三本の道路のうちの一つであり、唯一現存する道路である。西は林圮埔（現在の南投県竹山鎮）から東は璞石閣（現在の花蓮県玉里鎮）まで全長152km。中華民国内政部から、国家一級古蹟に指定されている。八通関というのはツオウ族の言語で玉山である。

## 成り立ち
八通関古道の建設開始は、清が台湾の中部地区を治めるにあたって重要な転換点となった。建設にあたっては、主に二つの要素から決定されている。一つは、1874年に日本軍が牡丹社事件を契機に出兵し台湾原住民を攻撃したうえ、さらに列強各国も台湾の趨勢に興味を示したため、台湾の国境警備の重要性を認識し始め、中でも沈葆楨は「開山撫蕃」を上奏していた。また、当時既に台湾西岸の平原部における開墾は一応の完成を見ており、開墾を広げられない移民のいさかいが絶えなかった。一方で、東部には広大な未開発の土地が広がっていたものの中央山脈に阻まれ、人々が移動して開墾することが難しかったことから、沈葆楨の建議は大きな歓迎を受けた。
台湾全島の現地調査がなされた後、沈葆楨は台湾を東西に横断する三本の道路の建設を提案した。
- 北路：噶瑪蘭蘇澳から花蓮奇莱まで
- 中路：彰化林圮埔から花蓮璞石閣まで
- 南路：屏東射寮から台東卑南まで

このうち、中路が現在「八通関古道」と呼ばれるもので、呉光亮が責任者として建設にあたった。
1875年1月、呉光亮は2,000人あまりの者を率いて林圮埔から東に向けて山を切り開いていった。大坪頂、鳳凰、牛轀轆、茅埔、八通関、大水窟を経て璞石閣に達し、同年11月に完成した。規模は非常に大きく、6尺の道幅を誇り、岩石に当たれば石を積んで階段を作り、渓流に当たれば桟道を通し、要所要所に砦を築いた。完成後、清は人々から広く募り、兵を配して開墾を行い、大陸の人間にも開放した。しかし開墾政策そのものは、自然環境により、また原住民の抵抗により成果は必ずしも上がらなかった。このような状況の下、八通関古道はわずか20年のうちに廃道となってしまった。

## 日本統治時代の再建
日本統治時代、台湾総督府はブヌン族の制圧を目的として再建した。工事期間は1919年から1921年までかかった。植民地支配の拠点として沿線に駐在所を作りその数は56箇所にものぼる。
東西は大水窟を境界とし、西側は楠仔脚万（現在の南投県信義郷久美村）から大水窟までの約42km、東側は玉里から大水窟までの約82km、合計で145kmとなっている。日本人が築いた八通関越嶺道路は、清朝の八通関古道のルートと異なり、重複する部分もほとんど無い。
八通関越嶺道路の目的としては、東西を連絡する交通の確保のほか、原住民に対する統治と「教育」を強化することに着眼している。このため、併せて森林資源の開発も進め、沿線に警察の駐在所の関係施設を置いている。

## 現存する古道

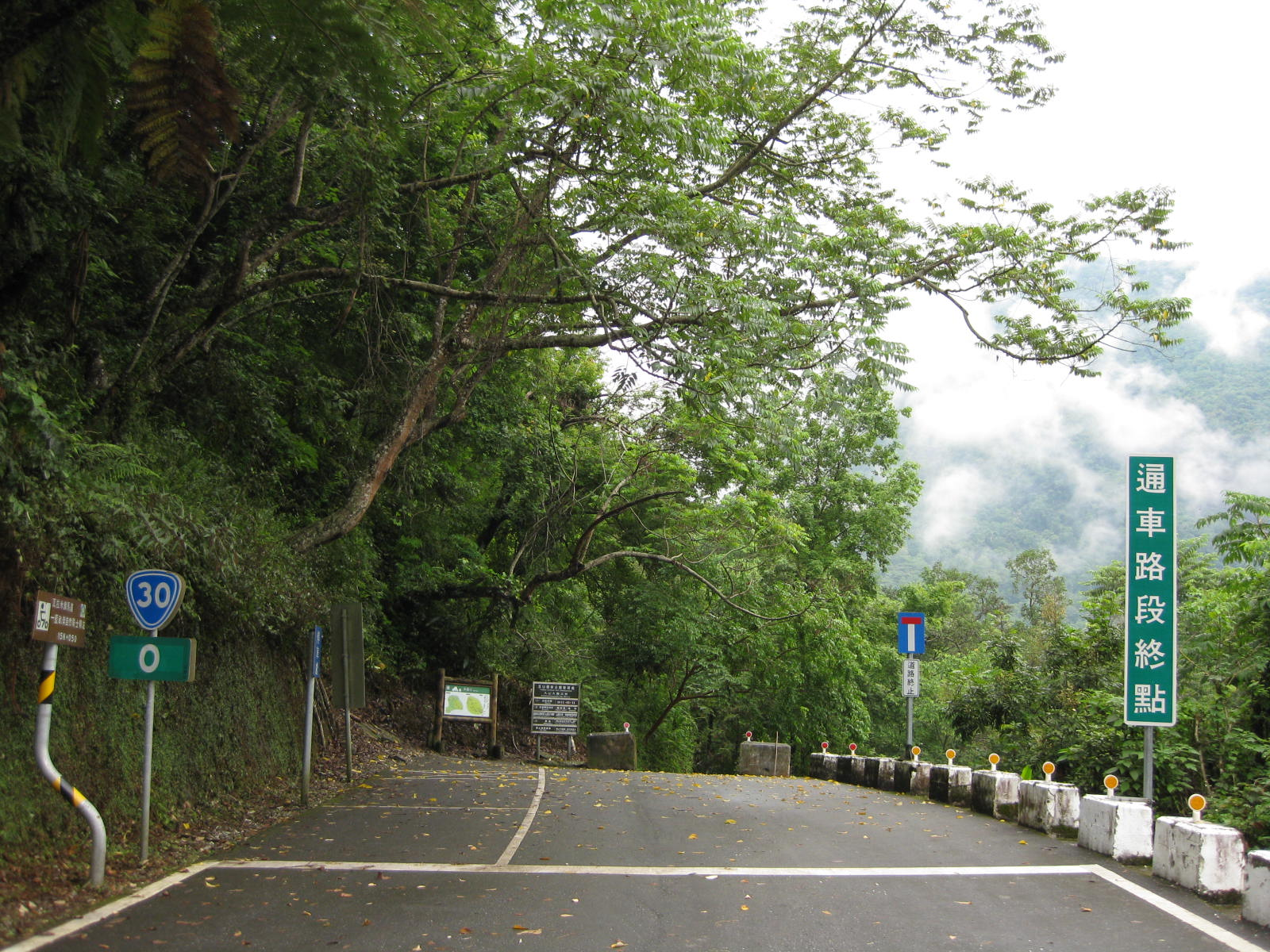
登山口から瓦拉米までのハイキング歩道は、日本統治時代に開かれた八通関越嶺道に沿っている。

第二次世界大戦の終結後、八通関越嶺道路は一旦荒廃してしまう。その後、台湾省林務局が一部の道路を修繕し、林業保護管理のために使用した。現存する古道は、一部は清朝の古道であり、一部は日本統治時代の古道である。しかしながら、日本人が沿線に駐在所を置いたこともあってか、日本統治時代のものが現存する古道の大部分を占め、状態も良好である。現在、清朝の古道のうち、比較的わかりやすくなっていて通行可能な部分としては、南投県信義郷東埔から陳有蘭渓の右岸を通り、父子断崖、雲龍瀑布、楽楽、対関を抜けて八通関草原までであり、そこから先は通行が難しい状況になっている。古道の大部分は草に埋もれてしまい判別が難しい。八通関草原にはっきりとした古道の遺跡が残っているほかは、比較的完全に残りなおかつアクセスしやすい場所として、父子断崖の対岸の山腹にある8尺幅64段の石段と、乙女瀑布付近にある小段の石段だけになっている。
現在の八通関古道は、全て玉山国家公園の管轄範囲に含まれている。1987年、清朝時代の八通関古道は、中華民国内政部から国家一級古蹟に指定された。